# Giardina Gallotti
Giardina Gallotti è una borgata del comune di Agrigento, con circa 1 500 abitanti, situata a 400 m s.l.m., distante circa 15 km dal centro cittadino.

## Storia
È stata fondata da contadini provenienti dalla vicina Raffadali nel 1813, dopo l'abolizione della feudalità avvenuta l'anno precedente. Inizialmente era costituita da due borgate distinte, Giardina e Gallotti, poi accresciutesi fino a fondersi nell'attuale.
Fino al 2005, assieme alla vicina borgata di Montaperto, ha costituito la III Circoscrizione del comune di Agrigento. Oltre che con Montaperto, confina anche con i quartieri di Monserrato, Villaseta e Quadrivio Spinasanta, mentre è vicina ai paesi di Raffadali e Joppolo Giancaxio.